# Recaro Automotive Seating

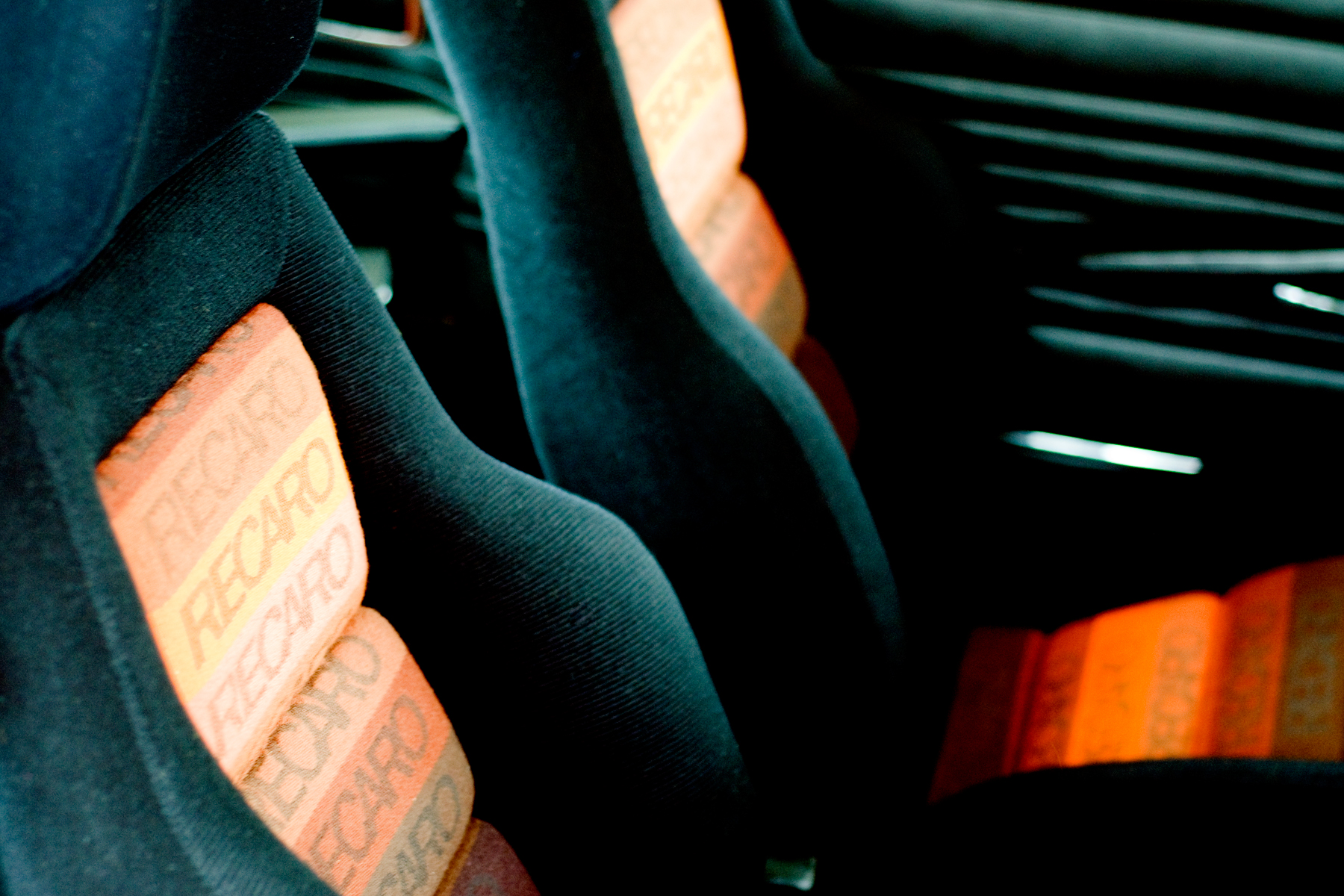
Recaro-Sportsitz, 1969

Die Recaro Automotive GmbH (Eigenschreibweise: RECARO) ist ein deutsches Unternehmen mit Sitz in Kirchheim unter Teck, das zu den weltweit führenden Herstellern von Autositzen gehört. Das Unternehmen ist vor allem durch seine ergonomischen und sportlichen Sitze bekannt geworden, die in Kleinserien in Autos namhafter Hersteller verbaut sind bzw. zur Nachrüstung angeboten werden.
Seit 2016 gehörte das Unternehmen zum irischen Automobilzulieferer Adient, nachdem sich dieses von Johnson Controls abgespalten hatte, welches Recaro Automotive bereits seit 2011 besaß.
2020 verkaufte Adient das Unternehmen an Raven Acquisition LLC, einer US-amerikanische Private-Equity-Gesellschaft.
Die Recaro Holding blieb Besitzerin der Marke Recaro und tritt nach wie vor als Lizenzpartner auf.
Am 29. Juli 2024 meldete die Firma die Eröffnung des Insolvenzverfahrens über das eigene Vermögen an. Im Dezember 2024 übernahm die italienische Proma Group diesen Unternehmensteil. Die Produktion soll nun in Italien erfolgen.

## Geschichte
Wilhelm Reutter gründete am 1. Oktober 1906 im Alter von 32 Jahren in Stuttgart eine Sattlerei, aus der die Stuttgarter Karosseriewerk Reutter & Co. GmbH und schließlich Recaro hervorging. Die Unternehmensgründung von Wilhelm Reutter reiht sich dabei ein in die aufstrebenden Stuttgarter Automobilindustrie, zusammen mit Namen wie Bosch, Daimler und Maybach.
1909 trat sein Bruder Albert Reutter in das Unternehmen als Teilhaber und Kaufmännischer Leiter ein. Albert Reutter wurde in der Folge zum eigentlichen Motor des Unternehmens. Der Unternehmensname wurde 1910 in „Stuttgarter Karosseriewerk Reutter & Co“ geändert. Das junge Unternehmen produzierte Karosserien für (fast) alle namhaften Hersteller der Zeit. Bekannt wurde sie vor allem durch die patentierte „Reutter’s Reform-Karosserie“, die ein Vorgänger der Cabriolets war. Ferdinand Porsche ließ 1935 von Reutter einen Prototyp des VW Käfers bauen. Beide Unternehmen arbeiteten auch später eng zusammen. Der Porsche 356 ist auf diese Kooperation zurückzuführen, bei dem Reutters Unternehmen für die Karosserie zuständig war. Mit dem Modellwechsel vom Porsche 356 zum Typ 911 (ursprünglich 901) verkaufte Reutter Ende 1963 das Karosseriewerk an die Porsche KG. Rechtsnachfolger des Karosseriewerks Reutter war damit der Zuffenhausener Nachbar Porsche.
Zum 9. September 1957 wurde in der Schweiz die Recaro AG (REutter CAROsserie) gegründet. Nach dem Verkauf des Karosseriewerks an Porsche wurde die Sitzfertigung unter dem Unternehmensnamen Recaro im ursprünglichen Reutter Werk I in der Stuttgarter Augustenstraße weitergeführt. Die Familie Reutter verkaufte 1969 nach wirtschaftlichen Problemen das Unternehmen an die Konkurrenten Keiper, Huber & Wagner und Metzeler. Keiper übernahm 1983 alle Anteile an Recaro, jedoch blieb Recaro bis zur Übernahme der Unternehmensgruppe Keiper-Recaro durch Johnson Controls im Jahr 2011 ein selbständiges Unternehmen.

## Geschäftsfelder

### Recaro Car Seating

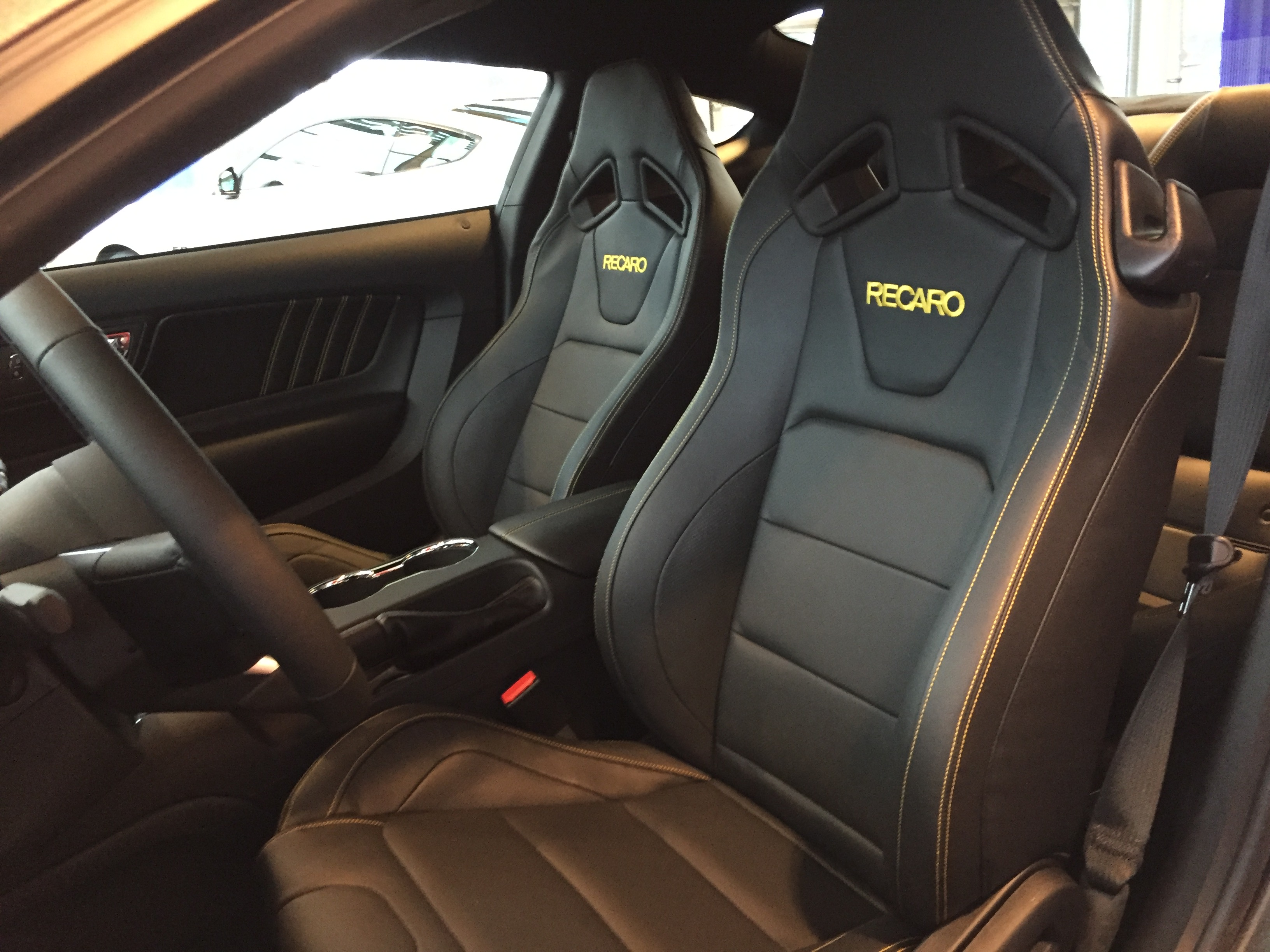
Recaro-Sitze in einem Ford Mustang

Der Bereich Car Seating beliefert als Erstausrüster (OEM) Automobilhersteller wie Aston Martin, BMW, Ford, Lamborghini, Mercedes-AMG, Opel-OPC oder VW mit hochwertigen Autositzen. Recaro ist auch auf dem After-Market zum Nachrüsten von Serienfahrzeugen und im Motorsportbereich aktiv. Entwicklung und bis 2024 die Produktion finden am Hauptsitz in Kircheim/Teck, in den USA in Auburn Hills (Michigan), in Lerma (Mexico) und in Higashiōmi (Japan) statt.

### Recaro Commercial Vehicle Seating
Mit dieser im Jahr 2008 neu gegründeten Sparte bedient Recaro den Nutzfahrzeugbereich einschließlich Nachrüstmarkt. Der Hauptsitz mit Entwicklung befindet sich in Kaiserslautern, die Serienfertigung ist im Jahr 2012 in Skarbimierz (Polen) angelaufen.

### Recaro Engineering
Das Tech Center Kaiserslautern übernimmt u. a. Entwicklungsprojekte für die anderen Geschäftsbereiche, den Mutterkonzern Adient und externe Kunden.

## Sonstiges
Recaro-Sitze haben auch beim Fußball eine Medienpräsenz: Bei vielen Erst- und Zweitligisten der Deutschen Bundesliga sind Trainer- und Ersatzspieler, aber auch einige Zuschauer im VIP-Bereich, auf Recaro-Sitzen zu sehen.